# Hadena zernyi
Hadena zernyi là một loài bướm đêm trong họ Noctuidae.